# Torneo de Invierno Macro 2010
El Torneo de Invierno Macro 2010 es una competición de carácter amistoso que se desarrolló durante el receso invernal en Argentina. Participaron 4 equipos. Este torneo sirvió como preparación para los torneos que disputaran los equipos durante la segunda etapa del año. Se disputó entre el 23 de julio y el 31 de julio de 2010 y el campeón fue San Lorenzo que venció en la final a Racing Club por tiros desde el punto del penal. Los equipos participantes son: Banfield, Racing Club, Quilmes y San Lorenzo.

## Partidos
|  | Semifinal   | Semifinal   |       |  | Final       | Final |
|  |             |             |       |  |             |       |
|  |             |             |       |  |             |       |
|  | Racing Club | 1           |       |  |             |       |
|  | Banfield    | 0           |       |  |             |       |
|  |             |             |       |  |             |       |
|  |             |             |       |  |             |       |
|  |             |             |       |  | Racing Club | 1 (3) |
|  |             | San Lorenzo | 1 (4) |  |             |       |
|  |             |             |       |  |             |       |
|  |             |             |       |  |             |       |
|  |             |             |       |  |             |       |
|  |             |             |       |  |             |       |
|  | San Lorenzo | 1           |       |  |             |       |
|  | Quilmes     | 0           |       |  |             |       |

### Semifinales
| 23 de julio de 2010, 20:10 | Racing Club  | 1:0 (0:0) | Banfield | Estadio Juan Domingo Perón, Avellaneda |                               |
|                            | Martínez 85' |           |          | Árbitro(s): Juan Pablo Pompei          | Árbitro(s): Juan Pablo Pompei |

| 24 de julio de 2010, 16:00 | San Lorenzo | 1:0 (0:0) | Quilmes | Estadio Juan Domingo Perón, Avellaneda |                              |
|                            | Tula 47'    |           |         | Árbitro(s): Federico Beligoy           | Árbitro(s): Federico Beligoy |

### Final
| 31 de julio de 2010, 16:00 | Racing Club   | 1:1 (1:1) | San Lorenzo | Estadio Juan Domingo Perón, Avellaneda |                          |
|                            | Lugüercio 36' |           | Alfaro 18'  | Árbitro(s): Saúl Laverni               | Árbitro(s): Saúl Laverni |

| Tiros desde el punto penal |                           |     |                          |           |
| Toranzo                    | Fallo de penal (Desviado) | 0:1 | Acierto de penal         | Luna      |
| Aveldaño                   | Acierto de penal          | 1:2 | Acierto de penal         | Tula      |
| Castromán                  | Acierto de penal          | 2:3 | Acierto de penal         | Pereyra   |
| Moreno                     | Acierto de penal          | 3:4 | Acierto de penal         | Benítez   |
| Lugüercio                  | Fallo de penal (Atajado)  | 3:4 | Fallo de penal (Atajado) | Botinelli |